# Чеснаускис, Антанас Альгимантас
Антанас Альгимантас Чеснаускис (в ряде источников — Чеснаускас; лит. Antanas Algimantas Česnauskis, 25 апреля 1936 — 31 марта 2008, Паневежис) — советский и литовский шахматист, мастер спорта СССР (1965).
Выполнил норму мастера в полуфинале 32-го чемпионата СССР. В обзорной статье, посвященной турниру, А. С. Лутиков охарактеризовал Чеснаускиса как «безусловно, очень способного шахматиста» и отметил эволюцию его стиля: «Чеснаускас раньше играл довольно робко, но в этом соревновании провел несколько партий в хорошем атакующем стиле».
Чемпион Литовской ССР 1969 г. Серебряный призер чемпионатов Литовской ССР 1962, 1964 и 1966 гг. Бронзовый призер чемпионата Литовской ССР 1972 г.
В составе сборной Вильнюса неоднократный победитель командного первенства Литовской ССР.
Четырехкратный чемпион ДСО «Нямунас».
В составе сборной Литовской ССР многократный участник командных первенств СССР и Спартакиад народов СССР (в 1969 г. играл на 1-й доске). Общий итог выступлений в командных турнирах всесоюзного значения: +8-10=11. Лучший результат — на Спартакиаде народов СССР 1963 г.: малая серебряная медаль на 6-й доске.
Был тренером сборной Литовской ССР. Много лет руководил городским шахматным клубом в Паневежисе. В 2003 г. был награжден медалью муниципалитета Паневежиса за заслуги в области спорта.

## Спортивные результаты
| Год  | Город        | Соревнование                                                    | + | − | = | Результат | Место                    |
| ---- | ------------ | --------------------------------------------------------------- | - | - | - | --------- | ------------------------ |
| 1955 | Вильнюс      | Первенство ЦС ДСО «Нямунас»                                     |   |   |   |           | 1                        |
|      | Вильнюс      | Чемпионат Литовской ССР                                         | 5 | 8 | 2 | 6 из 15   | 11—12                    |
| 1956 | Вильнюс      | Первенство ЦС ДСО «Нямунас»                                     |   |   |   |           | 2                        |
| 1957 |              | Командное первенство Литовской ССР (сборная Вильнюса)           |   |   |   |           | Команда — чемпион        |
| 1958 |              | Командное первенство Литовской ССР (сборная Вильнюса)           |   |   |   |           | Команда — чемпион        |
| 1959 | Вильнюс      | Чемпионат Литовской ССР                                         | 9 | 7 | 0 | 9 из 16   | 7—8                      |
| 1960 | Вильнюс      | Чемпионат Литовской ССР                                         | 3 | 5 | 3 | 4½ из 11  | 10—11                    |
|      |              | Командное первенство Литовской ССР (сборная Вильнюса)           |   |   |   |           | Команда заняла 2-е место |
| 1961 | Вильнюс      | Чемпионат Литовской ССР                                         | 6 | 3 | 4 | 8 из 13   | 4—5                      |
|      |              | Командное первенство Литовской ССР (сборная Вильнюса)           |   |   |   |           | Команда — чемпион        |
|      | Новгород     | Полуфинал 29-го чемпионата СССР                                 | 5 | 3 | 8 | 9 из 16   | 5—7                      |
| 1962 | Друскининкай | Чемпионат Литовской ССР                                         | 4 | 0 | 7 | 7½ из 11  | 2                        |
|      | Ленинград    | Командное первенство СССР (сборная Литовской ССР, 3-я доска)    |   |   |   | 2½ из 8   |                          |
| 1963 | Вильнюс      | Чемпионат Литовской ССР                                         | 4 | 2 | 9 | 8½ из 15  | 6—7                      |
|      | Москва       | III Спартакиада народов СССР (сборная Литовской ССР, 6-я доска) |   |   |   |           | 2-е место на доске       |
| 1964 | Вильнюс      | Чемпионат Литовской ССР                                         | 6 | 1 | 5 | 8½ из 12  | 2—3                      |
|      | Кишинёв      | Полуфинал 32-го чемпионата СССР                                 | 8 | 4 | 5 | 10½ из 17 | 4—5                      |
| 1966 | Вильнюс      | Чемпионат Литовской ССР                                         | 7 | 1 | 6 | 10 из 14  | 2                        |
| 1967 | Москва       | IV Спартакиада народов СССР (сборная Литовской ССР, 3-я доска)  |   |   |   |           |                          |
| 1969 | Вильнюс      | Чемпионат Литовской ССР                                         | 7 | 0 | 8 | 11 из 15  | 1                        |
|      | Грозный      | Командное первенство СССР (сборная Литовской ССР, 1-я доска)    |   |   |   |           |                          |
| 1972 | Каунас       | Чемпионат Литовской ССР                                         | 6 | 3 | 5 | 8½ из 14  | 3                        |
|      |              | Первенство ЦС ДСО «Нямунас»                                     |   |   |   |           | 1                        |
|      | Москва       | Всесоюзная Олимпиада (сборная Литовской ССР, 3-я доска)         |   |   |   | 3½ из 8   |                          |
| 1974 |              | Первенство ЦС ДСО «Нямунас»                                     |   |   |   |           | 1                        |
| 1977 | Клайпеда     | Чемпионат Литовской ССР                                         | 2 | 7 | 7 | 5½ из 16  | 16                       |
| 1979 |              | Первенство ЦС ДСО «Нямунас»                                     |   |   |   |           | 1                        |
| 1981 | Клайпеда     | Чемпионат Литовской ССР                                         | 2 | 7 | 7 | 5½ из 16  | 15—16                    |